# 陳蕉琴
陳蕉琴博士，OBE，JP[?]（1915年3月11日—2011年2月7日），香港女性企業家和慈善家，1957年與「光學儀器大王」黃克競創辦寶源基業有限公司，出任總經理，從事生產各式光學儀器和攝影器材，後來成為該公司的永遠董事總經理。
陳蕉琴早年受教於瑪利諾修院學校和香港大學，1945年加入香港樹膠製造廠有限公司擔任文職，並認識任職總經理的黃克競。四年後，兩人合作成立寶源工業（牙刷）有限公司，由黃克競任董事長、陳蕉琴任總經理，該公司在五十年代曾經是亞洲最大規模的尼龍牙刷生產商之一。1957年，陳蕉琴與黃克競開始生產市場上較少競爭的光學儀器和攝影器材，但受生產水平所限，加上缺乏經驗，他們初期遇上不少困難，並需要從日本和西德等地引入技術和人材，過了數年生意才漸上軌道，而旗下在香港製造的「夏蓮娜」塑膠照相機更打進了英國和美國等國際市場。此後，寶源基業的光學和攝影器材生產業務不斷發展，到九十年代以後才逐漸式微。
作為香港戰後少有的女性企業家，陳蕉琴自五十年代初已積極參與香港中華廠商聯合會的工作，並獲香港政府委以多項公職。本身是香港大學校友的她還在歷年來多次捐助香港大學醫學院。位於沙宣道屬於醫學院的陳蕉琴樓，即由她協助捐建，並以她本人命名。除了香港大學外，她又曾捐助香港理工學院（香港理工大學前身）和英國牛津大學及劍橋大學等多家海內外高等院校。為肯定她對教育方面的支持和在工業界方面的表現，她在1985年獲香港大學頒授榮譽法學博士學位。

## 生平

### 早年生涯
陳蕉琴祖籍福建漳浦，1915年3月11日生於香港，是香港殷商陳樹階（1893年12月4日－1972年8月28日）與其元配李淑貞（1893年5月19日－1968年12月22日）所生的長女。陳蕉琴的祖父陳望曾（1853年－1929年）是清代科舉進士，曾任廣東勸業道等地方要職，父親陳樹階則是香港紅卍字會創辦人兼副會長。陳蕉琴的母親李淑貞原籍四川鄰水縣，其父李徵庸（1848年－1902年，又名李鐵船）也是科舉進士出身，歷任督辦四川礦務商務大臣等要職，獲追贈內閣學士及禮部侍郎等榮銜；李淑貞的兄長李準（1871年－1936年）也曾在清廷擔任廣東水師提督，民國時期歷任廣東宣慰使等職。
陳蕉琴的父母育有兩子兩女，她的三兄妹分別名陳祖恩、陳炎明和陳舜琴，其中陳炎明曾任明德電影企業有限公司董事長和香港保齡球總會主席，曾活躍於香港體育界。陳蕉琴的母親是元配，家中另有三房弟妹合共11人。受限於傳統社會的重男輕女觀念，陳蕉琴年幼時原本不能跟家中男丁一樣到書塾聽書，但求學心重的她卻堅持在書塾外偷聽授課內容，最終她的祖父立場軟化，讓她與其他男丁一同上課。長大後，陳蕉琴升讀瑪利諾修院學校，並且是該校首位參加香港大學入學試的女生。雖然陳蕉琴熱愛中國文化，但瑪利諾學校沒有中文科，因此她只能選修法文作為大學入學試其中一科應考科目。然而，她後來索性放棄法文科，改為自修中國文學和中國歷史，最終順利考入香港大學。陳蕉琴原本打算在港大主修醫科，但眼見社會上只有有錢人才有能力看醫生，因此最終決定主修教育，並立志成為教師。

### 企業家生涯
1940年，陳蕉琴從香港大學取得文學士（B.A.）學位畢業，另外又獲得教育文憑，旋獲母校瑪利諾修院學校聘任為教師。可是不久以後，瑪利諾學校卻因為1941年12月日本侵略香港和香港淪陷而暫時停辦，結果陳蕉琴也被迫放棄她的執教工作。1945年8月日本無條件投降和香港重光後，陳蕉琴沒有選擇重執教鞭，相反，她一度協助英國臨時軍政府從事社會福利工作，但其後於1945年12月加入香港樹膠製造廠有限公司擔任文職，並與在該公司任職總經理的實業家黃克競共事，從此與黃克競展開多年的合作關係。

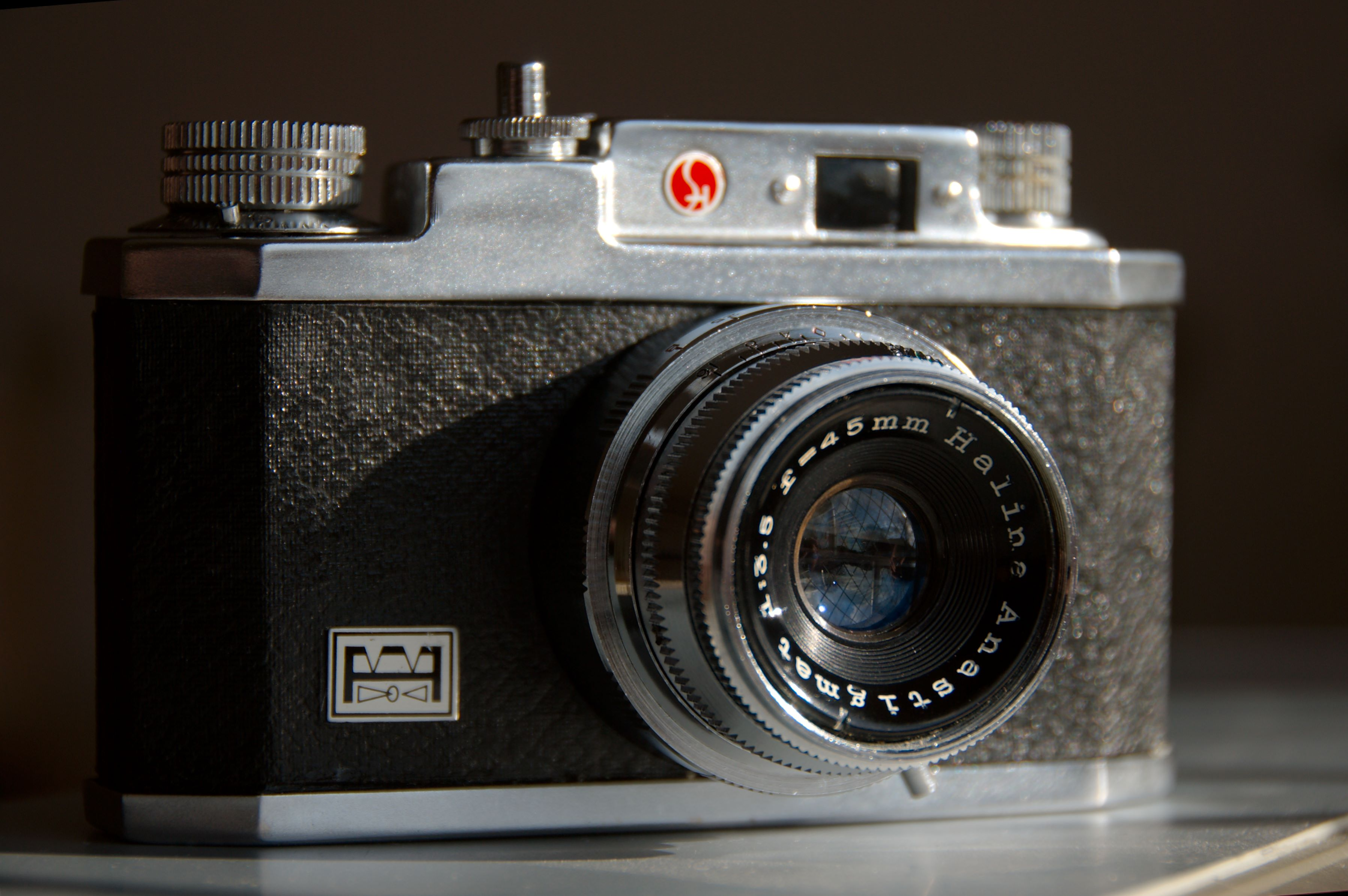
由寶源基業於1960年代在香港生產的一款「夏蓮娜」35毫米鏡頭照相機

當時，香港樹膠製造廠主力生產帆布鞋，對此原本一竅不通的陳蕉琴遂日夜學習生產帆布鞋的原理和工序，又從英美訂來工具書加以研習，逐漸對帆布鞋的生產有相當的認識，使她在兩年後獲起用為質量監督。未幾，製造廠有意接洽來自南京一宗價值50萬港元的大額帆布鞋訂單，期間陳蕉琴負責以國語跟來自南京的買家展開多番洽商，最終成功為製造廠取得訂單，事後更因此獲擢升為商務經理。1949年，陳蕉琴與黃克競看準生產尼龍牙刷的商機，決定離開香港樹膠製造廠，於香港島西營盤合資創立寶源工業（牙刷）有限公司，由黃克競任董事長，陳蕉琴出任總經理。最初，公司僅依靠兩部植毛機和12名工人生產尼龍牙刷，但此後業務急速擴張，到1951年的時候公司已聘任男女工200多人、廠房設有大小型植毛機各20部。同時間，公司資產總值升至180多萬港元，每日生產最多可達25萬枝牙刷，逐漸成為亞洲最大規模的尼龍牙刷生產商之一。不過，黃克競與陳蕉琴的尼龍牙刷生意也不是一帆風順，例如在1952年5月，寶源工業廠房發生一場大火，燒毀約值千萬港元的貨物，對廠房設備和結構也造成一定的損毀。雖然如此，在陳蕉琴指揮下，工廠用了僅僅兩星期的時間便成功恢復生產，生產量更回復至每日10萬枝牙刷的水平，使工廠避過長期停產的危機。
儘管陳蕉琴與黃克競在尼龍牙刷生產生意上取得成功，但隨著不少後起者加入，再加上同業的割喉式競爭，兩人又開始探索其他商機。1957年，陳蕉琴與黃克競決定進軍屬於較高端的光學儀器製造工業，成立寶源基業有限公司，是香港首家生產光學儀器及攝影器材的工廠，並繼續由黃克競任董事長、陳蕉琴任總經理。然而，雖然光學儀器工業的競爭不如牙刷生產般激烈，但由於陳蕉琴和黃克競兩本身沒有從事光學儀器生產的經驗，再加上香港缺乏光學及攝影儀器的生產技術和人才，因此兩人在初期遇上不少困難。他們一方面要從日本和西德聘請專才和引入技術協助開發產品，另一方面陳蕉琴還要透過自修重新了解和認識相關科技、原理和行業的最新發展。
寶源基業成立首三年原本持續錄得虧損，但經過一番努力後，寶源基業終於生產出自己的照相機、望遠鏡、投影機和顯微鏡等。到1965年的時候，公司已僱用1,500多人，旗下在香港製造的「夏蓮娜」（Halina）塑膠照相機更出口到英國和美國等國際市場，最便宜的款式在美國僅售17美仙，而最貴的35毫米鏡頭照相機則可售11.5美元。經過多年發展，隨著寶源基業的業務漸上軌道，公司踏入八十年代一共設有15座廠房，在香港、日本和美國都設有研發及設計團隊，每日生產目標可達5,000部望遠鏡和30,000部相機，公司在1984年的全年生產總值更達7,000萬港元。寶源基業的成功使黃克競有「光學儀器大王」的稱號，而陳蕉琴也成為了該公司的永遠董事總經理。在公司業務快速擴展的同時，陳蕉琴也不忘關注旗下員工的權益，並時常對有需要的職工加以接濟，早在六十年代香港勞工權益法例尚未發展成熟的時候，她已經制訂公司政策為職工提供退休金、醫療福利和保險金等基本僱員福利。她對員工的要求也十分之高，並堅持要自行面試挑選公司上下所有員工，在公司內被下屬尊稱為「陳姑娘」。

### 社會公益
作為香港戰後初年少有的女性企業家，陳蕉琴自五十年代初已活躍於香港工業界圈子，並積極參與香港中華廠商聯合會的工作，歷任義務幹事等職務，曾多次代表廠商會率團到外地考察。另外，她多次受香港政府邀請參與貿易代表團外訪的工作，當中包括在1952年出任香港英國工展委員會委員，以香港代表團團長身份出席英國工展會，以及在1984年隨香港總督尤德爵士和行政局首席非官守議員鍾士元爵士等人參加香港經濟代表團訪問日本等。她其他擔任過的公職還包括工商業諮詢委員會委員、防止貪污諮詢委員會委員、環境污染諮詢委員會委員、香港出口保險信託諮詢委員會委員、稅務上訴委員會委員和租金覆核委員會委員等職。港府在1966年成立香港貿易發展局後，也曾委任陳蕉琴為該局理事，期間她於1968年協助該局組辦瑞典工業商討團。
陳蕉琴歷年來也捐助香港和英國多家教育團體，當中包括英國牛津大學和劍橋大學，另外又於1979年捐出20萬港元予香港理工學院（香港理工大學前身）成立陳蕉琴基本設計獎學金。陳蕉琴年少時曾打算學醫，雖然後來沒有實現這個念頭，但她卻相當支持母校香港大學醫學院的發展，對醫學院作出多次捐款，其中於1979年捐出75萬港元成立陳蕉琴醫療研究基金，支持醫學院全職教學人員的研究工作；以及於同一年與紐約中華醫學基金會各捐25萬美元成立陳蕉琴圖書館基金，用作添置醫學書籍和期刊。
陳蕉琴與香港大學的密切關係，促成校方於1980年建成以她命名的陳蕉琴樓，陳蕉琴樓樓高六層、面積達2,633平方米，是沙宣道醫學院校園內一座供教職員和學生使用的綜合大樓。陳蕉琴樓造價約774萬港元，其中200萬港元費用由陳蕉琴本人捐出，大樓其後由她本人及時任香港大學校長黃麗松教授於同年10月31日主持啟用儀式。1984年，陳蕉琴進一步獲香港大學委任為校務委員會委員，後來又成為校董。為感謝她對教育方面的支持和在工業界方面的表現，她在1982年當選為牛津大學聖希爾達學院榮譽院士，1985年獲香港大學頒授榮譽法學博士學位。另外，英廷於1972年向她頒授OBE勳銜，繼後港府又於1976年委任她為非官守太平紳士，以作表揚。

### 晚年生涯
陳蕉琴踏入九十年代，個人財產估值高達3億港元。可是，面對國際間的照相機製造業競爭越趨激烈，加上九十年代後期新式數碼相機開始取代傳統照相機，寶源基業的收益和競爭力已不復當年。黃克競在1996年逝世後，陳蕉琴接任董事長一位，至2000年卸任，並由黃克競其中一名女兒黃肇玲接任。雖然如此，黃家後人自黃克競逝世後已逐漸淡出寶源基業的業務，到2000年，黃克競其中三名兒子更入稟法院要求把寶源基業清盤。其後，黃氏家族在2002年把寶源基業出售予香港中華廠商聯合會常董戴澤良及羅台秦夫婦，此後寶源基業把業務分散，裁減光學儀器和攝影器材的生產規模，改為投資房地產和金融市場，才把業績扭虧為盈。
陳蕉琴晚年過著十分低調的生活，她的慈善捐助項目主要由她在1994年成立的陳蕉琴博士慈善基金負責。2011年2月7日，陳蕉琴於香港逝世，終年95歲，遺體安葬於柴灣歌連臣角天主教聖十字架墳場。由於陳蕉琴在20世紀八十年代積極支持英國的教育發展，所以與當時的英國首相戴卓爾夫人諗熟。戴卓爾夫人於2013年4月逝世後，其家屬計劃邀請陳蕉琴到英國倫敦出席喪禮，惟當時陳蕉琴已經逝世。

## 個人生活
陳蕉琴生前十分投入工作，曾表示工作和學習是她的唯一興趣，在寶源任職期間她曾每天工作12至15小時，往往早上8時便回到公司上班，然後到晚上9時後才下班。陳蕉琴終身不婚，沒有子女；她生前與已婚的黃克競在工作上關係密切，兩人也經常代表公司和其他貿易代表團出訪外地，遍及南洋、日本、歐美等地。寶源基業所生產的「夏蓮娜」（Halina）照相機，即以黃克競和陳蕉琴兩人的英文名「Haking」和「Pauline」合併而成。傳媒除了形容兩人為「商業拍檔」外，又形容陳蕉琴是黃克競的「紅顏知己」。

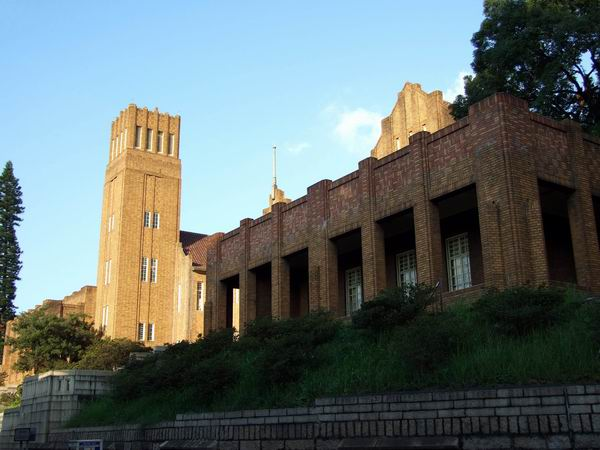
陳蕉琴是瑪利諾修院學校（圖）首位參加香港大學入學試的女生

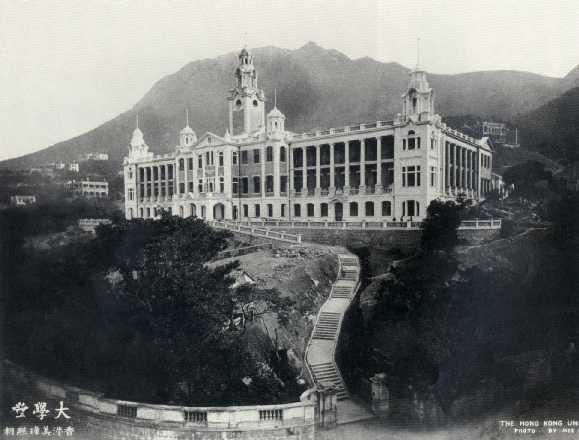
主修教育的陳蕉琴1940年從香港大學（圖）取得文學士學位畢業

## 榮譽

### 殊勳
- 以下列出榮譽全稱及縮寫：^ 
  - 英帝國官佐勳章（O.B.E.） （1972年英女皇壽辰授勳名單[26]）
  - 非官守太平紳士（J.P.） （1976年10月1日[27]）

### 榮譽學位
- 榮譽法學博士
  - 香港大學 （1985年[19]）
- 榮譽院士
  - 牛津大學聖希爾達學院 （英國，1982年[8]）

### 以她命名的事物
- 陳蕉琴基本設計獎學金：1979年設於香港理工學院（香港理工大學前身）。[20]
- 陳蕉琴醫療研究基金（Pauline Chan Medical Research Fund）：1979年為香港大學醫學院設立，支持醫學院全職教學人員的研究工作。[21]
- 陳蕉琴圖書館基金（Pauline Chan Library Endowment Fund）1979年為香港大學醫學院而設立，用作添置醫學書籍和期刊。[22]
- 陳蕉琴樓（Pauline Chan Building）：位於香港薄扶林沙宣道，香港大學醫學院的一座綜合大樓，1980年10月30日落成啟用。[38]
- 陳蕉琴博士慈善基金（Dr Pauline Chan Charitable Foundation）：成立於1994年。[32]

## 注腳
1. 1 2 3 4 5 6 7 8 9 10 11 12 13  Wei (17 May 1965)
2. 1 2 3 4 5  〈英女皇壽辰授勳，六十多人獲勳銜〉（1972年6月3日）
3. 1 2 3  〈訃聞〉（1968年12月25日）
4. 1 2 3 4  〈陳蕉琴女士令壽堂李太夫人昨仙逝〉（1968年12月25日）
5. ↑  〈訃聞〉（1972年8月29日）
6. 1 2  Lai (6 May 2012)
7. 1 2  〈陳炎明陳蕉琴等丁憂，陳樹階逝世明午舉殯〉（1972年8月29日）
8. 1 2 3 4 5 6 7 8 9 10 11 12 13 14 15 16 17 18 19 20 21  "124th Congregation: Pauline CHAN Chiu Kam" (1985)
9. ↑  Cheng (2002), p.60.
10. 1 2  Evans (1987), p.280.
11. 1 2  〈寶源實業公司尼龍牙刷工場訪問記〉（1951年11月8日）
12. 1 2  〈工業界的奇蹟〉（1952年5月29日）
13. 1 2 3 4  〈「光學儀器大王」擅長造望遠鏡〉（2010年3月2日）
14. ↑  〈寶源實業公司經理陳蕉琴談南洋考察展覽效果〉（1951年11月6日）
15. ↑  〈中華廠商聯合會選出全體新職員〉（1952年6月13日）
16. 1 2  〈廠商赴美參觀展覽會，黃克兢陳蕉琴昨首途〉（1957年4月8日）
17. ↑  〈參加英工展陳蕉琴將任團長〉（1952年2月2日）
18. ↑  〈鍾士元率團〉（1984年12月10日）
19. 1 2 3  〈陳蕉琴朱光潛及柏德遜將獲港大頒授名譽學位〉（1985年1月19日）
20. 1 2  〈理工成立設計獎學金，贈設計課程優秀學生〉（1979年3月10日）
21. 1 2  Evans (1987), p.189.
22. 1 2  Evans (1987), p.190.
23. 1 2  〈港大醫學院綜合建築物，陳蕉琴樓提高員生福利〉（1980年11月1日）
24. ↑  Evans (1987), p.202.
25. ↑  Cheng (2002), p.63.
26. 1 2  "Supplement to Issue 45678 （页面存档备份，存于）", London Gazette, 23 May 1972, p.6272.
27. 1 2  "Justices of the Peace" (retrieved on 7 February 2001)
28. ↑  〈香港十大女富豪均有極出色表現〉（1991年8月18日）
29. 1 2 3  〈焦點人物—專訪羅台秦博士〉（2012年7月19日）
30. ↑  DCCJ6048/2002
31. ↑  HCCW1166/2000
32. 1 2  〈陳蕉琴博士慈善基金〉（造訪於2014年12月6日）
33. ↑  "Chan, Pauline Chiu Kam" (retrieved on 6 December 2014)
34. 1 2 3  〈曾捐巨款，李嘉誠獲邀送別鐵娘子〉（2013年4月15日）
35. ↑  〈黃克兢陳蕉琴前日南飛〉（1953年4月20日）
36. ↑  〈本港三位工業家赴台灣考察〉（1964年1月7日）
37. ↑  〈廠出名堂〉（2012年3月26日）
38. ↑  〈陳蕉琴樓後日啟用，太古樓定下月開幕〉（1980年10月29日）

### 中文資料
- 〈寶源實業公司經理陳蕉琴談南洋考察展覽效果〉，《華僑日報》第二張第四頁，1951年11月6日。
- 〈寶源實業公司尼龍牙刷工場訪問記〉，《華僑日報》第二張第四頁，1951年11月8日。
- 〈參加英工展陳蕉琴將任團長〉，《華僑日報》第二張第一頁，1952年2月2日。
- 〈工業界的奇蹟〉，《華僑日報第四張第二頁》，1952年5月29日。
- 〈中華廠商聯合會選出全體新職員〉，《華僑日報》第二張第一頁，1952年6月13日。
- 〈黃克兢陳蕉琴前日南飛〉，《華僑日報》第二張第二頁，1953年4月20日。
- 〈廠商赴美參觀展覽會，黃克兢陳蕉琴昨首途〉，《香港工商日報》第五頁，1957年4月8日。
- 〈本港三位工業家赴台灣考察〉，《香港工商日報》第七頁，1964年1月7日。
- 〈訃聞〉，《華僑日報》第二張第二頁，1968年12月25日。
- 〈陳蕉琴女士令壽堂李太夫人昨仙逝〉，《華僑日報》第二張第二頁，1968年12月25日。
- 〈英女皇壽辰授勳，六十多人獲勳銜〉，《華僑日報》第三張第二頁，1972年6月3日。
- 〈訃聞〉，《香港工商日報》第二頁，1972年8月29日。
- 〈陳炎明陳蕉琴等丁憂，陳樹階逝世明午舉殯〉，《香港工商日報》第九頁，1972年8月29日。
- 〈理工成立設計獎學金，贈設計課程優秀學生〉，《華僑日報》第三張第四頁，1979年3月10日。
- 〈陳蕉琴樓後日啟用，太古樓定下月開幕〉，《華僑日報》第八張第一頁，1980年10月29日。
- 〈港大醫學院綜合建築物，陳蕉琴樓提高員生福利〉，《華僑日報》第六張第二頁，1980年11月1日。
- 〈鍾士元率團〉，《大公報》第一張第四版，1984年12月10日。
- 〈陳蕉琴朱光潛及柏德遜將獲港大頒授名譽學位〉，《大公報》第二張第六版，1985年1月19日。
- 〈香港十大女富豪均有極出色表現〉，《華僑日報》第12頁，1991年8月18日。
- 〈「光學儀器大王」擅長造望遠鏡〉，《星島日報》溫哥華版，2010年3月2日。
- 〈廠出名堂 （页面存档备份，存于）〉，《香港故事》第19輯。香港：香港電台，2012年3月26日。
- 〈焦點人物—專訪羅台秦博士〉，《香港浸會大學基金》，2012年7月19日。
- 〈曾捐巨款，李嘉誠獲邀送別鐵娘子 （页面存档备份，存于）〉，《蘋果日報》，2013年4月15日。
- 〈陳蕉琴博士慈善基金〉，《公司注冊查詢、企業信息大全》，造訪於2014年12月6日。

### 英文資料
- Wei, Ronald, "In Hong Kong Factory a Woman is the Boss", The Free Lance-Star, 17 May 1965, page 4.
- "124th Congregation: Pauline CHAN Chiu Kam （页面存档备份，存于）", The Honorary Graduates. Hong Kong: University of Hong Kong, 1985.
- Evans, Dafydd Emrys, Constancy of Purpose: An Account of the Foundation and History of the Hong Kong College of Medicine and the Faculty of Medicine of The University of Hong Kong, 1887-1987 （页面存档备份，存于）. Hong Kong: Hong Kong University Press, 1987.
- Wong Wan Huen Frederick and Others v W. Haking Enterprises Ltd. and Others HCCW1166/2000
- Haking Enterprises Ltd. v Wong Ignatius Wan Chiu and Another DCCJ6048/2002
- Edited by Cheng, Kai-ming, Growing with Hong Kong: The University and Its Graduates: the First 90 Years （页面存档备份，存于）. Hong Kong: Hong Kong University Press, 2002. ISBN 978-9-62209-613-4
- Lai, Bernard, "Holy Cross Cemetery, Chai Wan （页面存档备份，存于）", Flickr, 6 May 2012.
- "Justices of the Peace", Miscellaneous Lists in connexion with the Civil Establishment. Hong Kong: The Government of HKSAR, retrieved on 7 February 2001.
- "Chan, Pauline Chiu Kam （页面存档备份，存于）", Webb-site Who's Who, retrieved on 6 December 2014.

## 延伸閱讀
- 《陳蕉琴博士，1915－2011》。香港：陳慧芬，2011年。

## 外部連結
- 陳蕉琴博士讚詞 （页面存档备份，存于），香港大學（1985年）
- 廠出名堂 （页面存档备份，存于），RTHK香港故事第19輯
- 寶源基業有限公司 （页面存档备份，存于）